# Knekelput

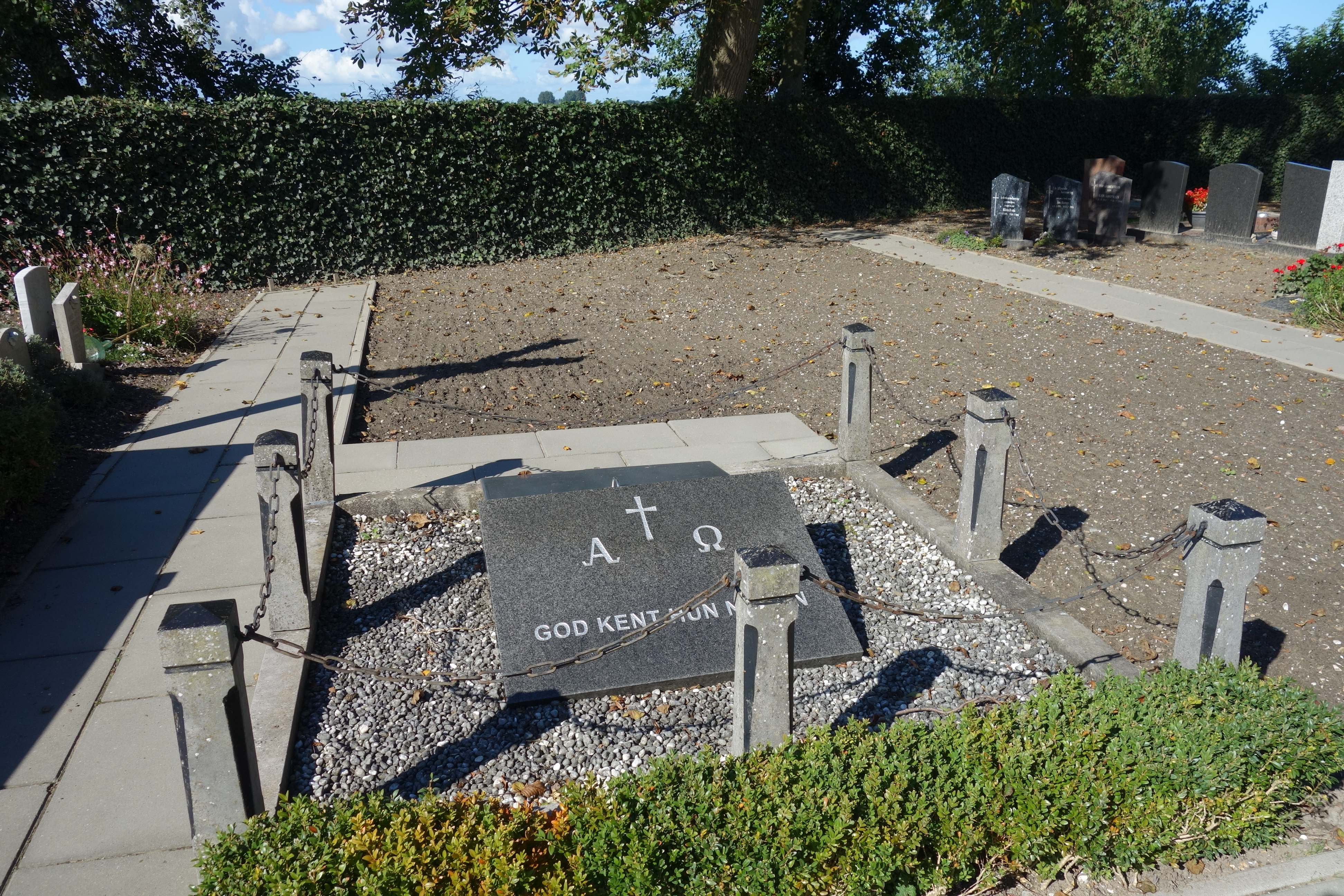
Knekelput bij de Sint Jozefkerk, Zwaagdijk-Oost

Een knekelput of knekelgraf of bottenkuil is een verzamelgraf waar beenderen van overledenen in worden verzameld nadat het oorspronkelijke graf van de overledene is geruimd. Wanneer dit in een gebouw gebeurt, wordt gesproken van een ossuarium of knekelhuis. Een knekelput verschilt van een massagraf omdat in knekelputten de botten veelal door elkaar liggen, terwijl in een massagraf gehele skeletten worden aangetroffen.

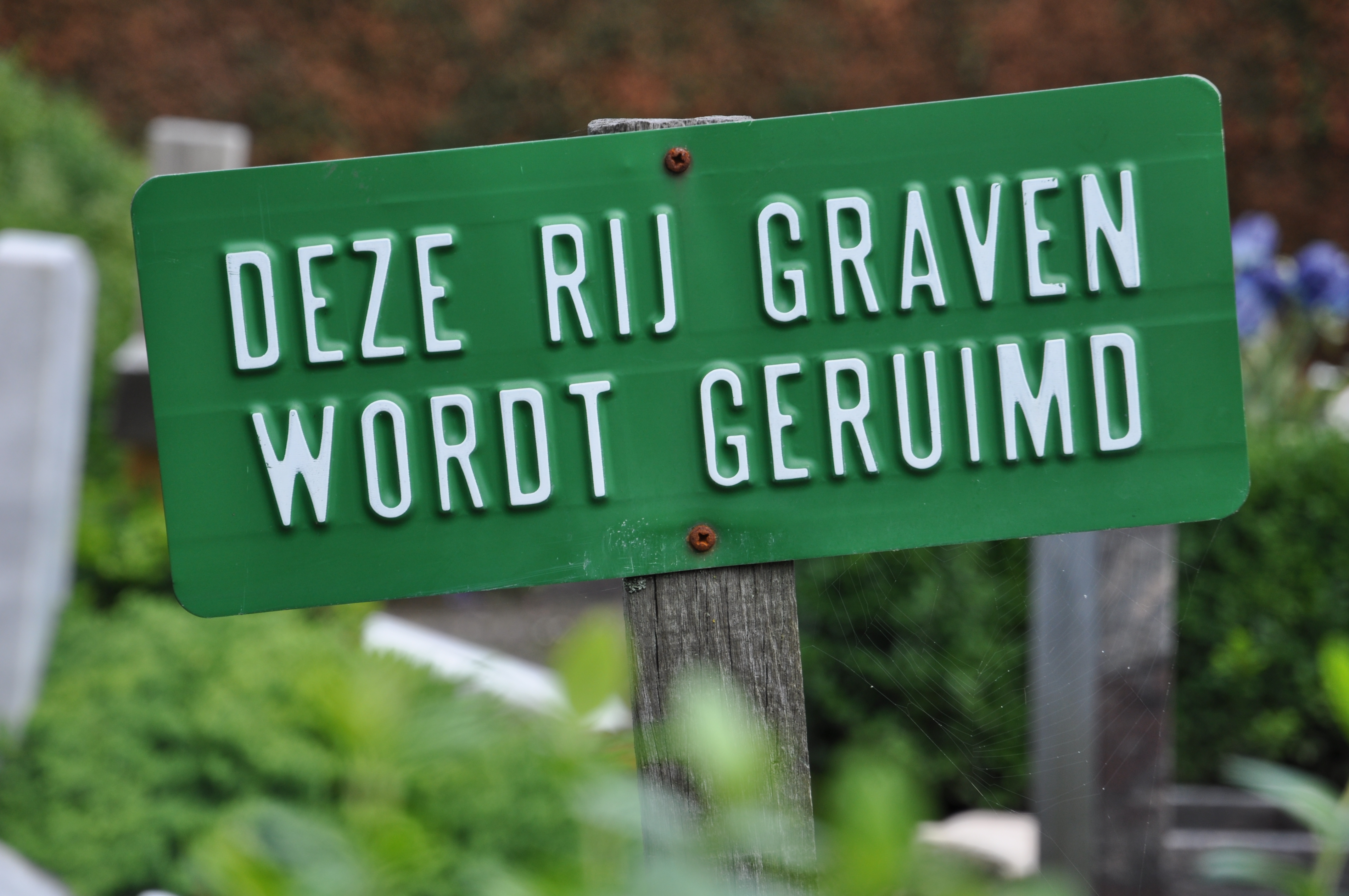
Aankondiging van een grafruiming

De grafrust in Nederland bedraagt minimaal 10 jaar. Na deze periode zijn de beenderen niet geheel verteerd en worden deze herbegraven als het graf geruimd moet worden. Vaak worden de overblijfselen van verschillende overledenen samen in een knekelput herbegraven. Ook gebeurt het weleens dat de beenderen van overledenen in dozen worden herbegraven in een knekelput om zo de vermenging van beenderen van verschillende mensen te kunnen voorkomen. Dit is echter een mogelijkheid die weinig wordt benut.
Op een knekelput staat meestal geen monument. Meestal ligt er slechts een simpele afdekplaat op.
De knekelput is meestal op dezelfde begraafplaats aanwezig als het oorspronkelijke graf, en ligt dan op een afgelegen plaats.

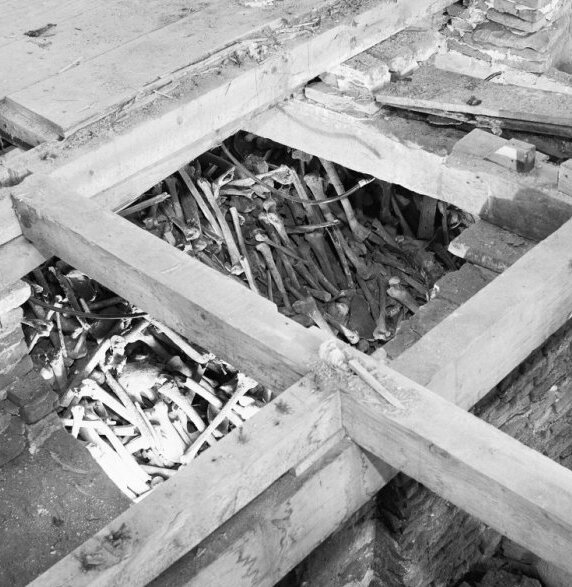
Opgebroken vloer in de Petruskerk Leiden, met zicht in de knekelput.

Oudere knekelputten worden wel aangetroffen in kerken.